# Wignehies
Wignehies és un municipi francès, situat a la regió dels Alts de França, al departament del Nord. L'any 2006 tenia 3.169 habitants. Es troba a 110 km de Lilla, Brussel·les o Reims (Marne), a 55 km de Valenciennes, Mons o Charleroi i a 16 km d'Avesnes-sur-Helpe, al costat de Fourmies.

## Demografia
| 1962                                       | 1968 | 1975 | 1982 | 1990 | 1999 | 2006 |
| ------------------------------------------ | ---- | ---- | ---- | ---- | ---- | ---- |
| 3730                                       | 3803 | 3798 | 3582 | 3544 | 3284 | 3169 |
| Des de 1962: població sense dobles comptes |      |      |      |      |      |      |

## Administració
| Període   | Identitat       | Partit |
| --------- | --------------- | ------ |
| 1977-2001 | Marcel Dehoux   | PS     |
| 2001-2007 | Jacques Gosteau | PS     |
| 2008-     | Dominique César |        |